# Genesis I и Genesis II

Genesis I и Genesis II — два надувных орбитальных модуля, разработанные компанией Bigelow Aerospace. Основная отличительная особенность таких модулей — изменяемые размеры. При выведении на орбиту модуль находится в сложенном состоянии, а в космосе раздувается, значительно увеличивая свои размеры.

## Genesis I
Для отработки технологии компания Bigelow Aerospace 12 июля 2006 года в 18:53 МСК запустила первый модуль Genesis I на орбиту высотой 500 км. Запуск был произведён с помощью ракеты-носителя Днепр из позиционного района «Домбаровский» (Оренбургская область). Масса модуля — 1400 кг, длина — примерно 4 метра, диаметр — 1,9 метров. После выведения на орбиту диаметр модуля должен был увеличиться вдвое. Позже в этот же день в компании подтвердили, что запуск прошёл без замечаний и после выхода на орбиту модуль успешно надулся.

## Genesis II
28 июня 2007 года в 19:02 МСК ракета-носитель Днепр вывела на орбиту модуль Genesis II. В 1:02 МСК 29 июня 2007 года был произведён первый контакт с модулем из центра управления полётами в Лас-Вегасе. Новый модуль идентичен по размеру модулю Genesis I. Различие состоит в оснащении — модуль Genesis II содержит дополнительные датчики и авионику. Кроме того, на модуле установлены 22 видеокамеры. Внутри модуля находятся различные предметы, посланные в космос по программе «Fly your stuff», согласно которой любой человек мог поместить на борт модуля небольшой предмет за 295 долларов США. Также на борту модуля находится автомат для игры в Бинго.

## Продолжение испытаний
В 2014 году планировалось запустить обитаемый модуль Sundancer (в 2012 году линия Sundancer была отменена в пользу BA 330), годом позднее и BA 330. В 2015 году планировался запуск Коммерческой Космической Станции Бигелоу. Фактически запуск станет возможен только после введения в эксплуатацию пилотируемых кораблей Dragon и(или) CST-100; по последним доступным сведениям — не ранее 2021 года.
Компания Bigelow Aerospace объявила приз в 50 миллионов долларов тому, кто сможет предоставить надёжное транспортное средство, которое:
- способно до 10 января 2010 года совершить два полёта с экипажем 5 человек
- должно совершить как минимум два витка в течение полёта
- способно к стыковке к станции Bigelow и находиться в состыкованном состоянии не меньше 6 месяцев
- может совершить 2 полёта в течение 60 календарных дней
- состоять не более чем на 20 % из одноразовых компонентов.
- участник конкурса должен быть гражданином США, либо фирма должна быть зарегистрирована в США
- к участию не допускаются корабли, разработанные с привлечением средств правительства США, однако допускается использование государственных площадок для запуска